# Piłowate
Piłowate (Pristidae) – rodzina ryb chrzęstnoszkieletowych z rzędu Rhinopristiformes.

## Zasięg występowania
Zamieszkują ciepłe wody nad szelfem kontynentalnym wszystkich oceanów (Morza Czerwonego, Morza Śródziemnego, Indo-Pacyfiku, aż do Australii i Nowej Gwinei). Są rybami dwuśrodowiskowymi, mogą przebywać zarówno w wodach słonych, jak i słodkich.

## Cechy charakterystyczne
Ciało długie, wrzecionowate. Głowa spłaszczona grzbietobrzusznie. Pysk wyciągnięty w tzw. rostrum, przypominające kształtem miecz lub piłę, wykorzystywany do ogłuszania i zabijania ofiar. Na każdej z bocznych krawędzi rostrum występuje 16–32 par ostrych, głęboko osadzonych zębów jednakowej wielkości. Oczy i tryskawki na wierzchniej, a otwór gębowy i szczeliny skrzelowe na spodniej części głowy. Małe zęby szczękowe ułożone są w licznych rzędach. Brak wąsików. Występują dwie płetwy grzbietowe o zbliżonej wielkości. Pierwsza z nich leży nad płetwami brzusznymi. Płetwy piersiowe szerokie. Ich przednia część jest zrośnięta z głową. Płetwa odbytowa nie występuje. Tylne promienie płetw brzusznych samców są przekształcone w pterygopodium. Piłokształtne są żyworodne. Żywią się głównie rybami.
Osiągają długość od 1,4 m (Pristis clavata) do 7,6 m (Pristis pectinata).

## Klasyfikacja
Współcześnie występujące rodzaje zaliczane do tej rodziny:
- Anoxypristis White & Moy-Thomas, 1941 – jedynym żyjącym współcześnie przedstawicielem jest Anoxypristis cuspidata (Latham, 1794)
- Pristis Linck, 1790

Opisano również rodzaj wymarły:
- Propristis Dames, 1883

## Status
Wszystkie gatunki rodziny piłowatych wpisane są w Czerwonej Księdze IUCN jako krytycznie zagrożone wyginięciem (kategoria CR).